# Японсько-корейська війна
Япо́нсько-коре́йська війна́ — дві військові кампанії 1592-1593 і 1597-1598 років, що були проведені японськими військами Тойотомі Хідейосі на Корейському півострові з метою опанувати китайську імперію династії Мін.
Під час цих кампаній японська армія мала перевагу на суходолі та захопила майже всю Корею, однак корейський флот завоював лідерство на морі й спромігся перерізати японські комунікації. Брак продовольства, розростання партизанської боротьби та вступ у конфлікт Китаю, який був сюзереном корейської васальної держави, поставили у скрутне становище японські експедиційні війська. Лише зі смертю свого лідера Тойотомі Хідейосі у 1598 році, японці змогли відступити на рідні острови.
Хоча Корея вийшла переможцем у цій війні, вона зазнала великих людських і матеріальних втрат.

## Назви
Японські вторгнення до Кореї 1592—1598 років мають в історіографії різних країн відмінні найменування. Часто про них згадують як про Коре́йську експеди́цію Хідейо́сі або Завоюва́ння Коре́ї Хідейо́сі. Їх також називають Імджи́нська війна́, за роком китайського календаря, коли відбулися вторгнення. Ці вторгнення знані як Семирі́чна війна́, відповідно до кількості років, впродовж яких вони тривали.
Нижче подані японський, корейський і китайський варіанти назв цього конфлікту.
| Японська назва  | Японська назва                                                       |
| --------------- | -------------------------------------------------------------------- |
| Японською:      | 文禄の役 慶長の役                                                    |
| Транскрипція:   | Бунроку но екі Кейтьо но екі                                         |
| Переклад:       | Похід [років] Бунроку, Похід [років] Кейтьо                          |
| Корейська назва |                                                                      |
| Хангиль:        | 임진왜란 정유재란                                                    |
| Ієрогліфи:      | 壬辰倭亂 丁酉再亂                                                    |
| Транскрипція:   | Імджин веран Чонг'ю черан                                            |
| Переклад:       | Японське вторгнення [року] Імджин, Повторне вторгнення [року] Чонг'ю |
| Китайська назва |                                                                      |
| Китайською:     | 壬辰衛國戰爭 萬曆朝鮮之役                                            |
| Транскрипція:   | Женьчень вейго чжаньчжен Ваньлі чаосянь жиї                          |
| Переклад:       | Оборонна війна [року] Женьчень, Корейський похід [імператора] Ваньлі |

## Ситуація перед війною

### Японія
У другій половині 16 століття новий всеяпонський лідер Тойотомі Хідейосі спромігся об'єднати розрізнені японські держави в одну. Однак його наміри не обмежувалися умиротворенням лише Японії. У 1586 році він вперше повідав своєму союзнику Морі Терумото, голові роду Морі, що збирається захопити китайську імперію Мін. Цей задум уявлявся Хідейосі частиною кампанії із завоювання світу, на початку якої він планував об'єднати Китай, Корею та Японію. Нова столиця майбутньої світової імперії розмістилася у селищі Наґоя на острові Кюсю, де звели найбільшу у тогочасній Японії фортецю. До неї почали збиратися тисячі японських самураїв з усієї країни.
Причини, які штовхнули Тойотомі Хідейосі на завоювання сусідніх держав, точно невідомі. Ряд дослідників відзначає, що він був змушений піти на такий крок, аби позбутися великої кількості слуг і військових, які потребували нових земель та могли підняти заколот у разі невиконання їхніх вимог. Тобто, Хідейосі збирався забезпечити внутрішній мир у власній країні через розв'язання зовнішньої війни з Китаєм і Кореєю. Проте таке пояснення причин вторгнень Хідейосі до Кореї видається багатьом вченим занадто раціональним. Найімовірніше, як це часто траплялось у всесвітній історії, війна була розпочата через особисті амбіції Хідейосі, який потребував нових земель і нової слави. У втихомиреній Японії такому полководцю як він вже не було цікаво. Слід зазначити, що невелика група японських істориків вважає, що справжні причини конфлікту крилися у стані здоров'я японського лідера — на схилі літ він з'їхав з глузду.
Напередодні вторгнення до Кореї Тойотомі Хідейосі відіслав у 1590 році посольство до тамтешньої династії Чосон з вимогою пропустити японські війська через корейську територію до Китаю, але посланці повернулися ні з чим. Друге посольство 1591 року також не мало успіху. Хідейосі урвався терпець і він відправив 150-тисячну армію на покарання «зухвалих корейців».
Проти розв'язання конфлікту виступали деякі японські володарі. Токуґава Ієясу виношував плани захоплення Піднебесної після смерті Хідейосі і тому не збирався губити своїх самураїв у безглуздій для нього війні. Конісі Юкінаґа, лідер японських християн, та Со Йосітосі, володар Цусіми, вели активну торгівлю з корейцями і були не зацікавленні у розриві партнерських стосунків з півостровом.

### Корея і Китай

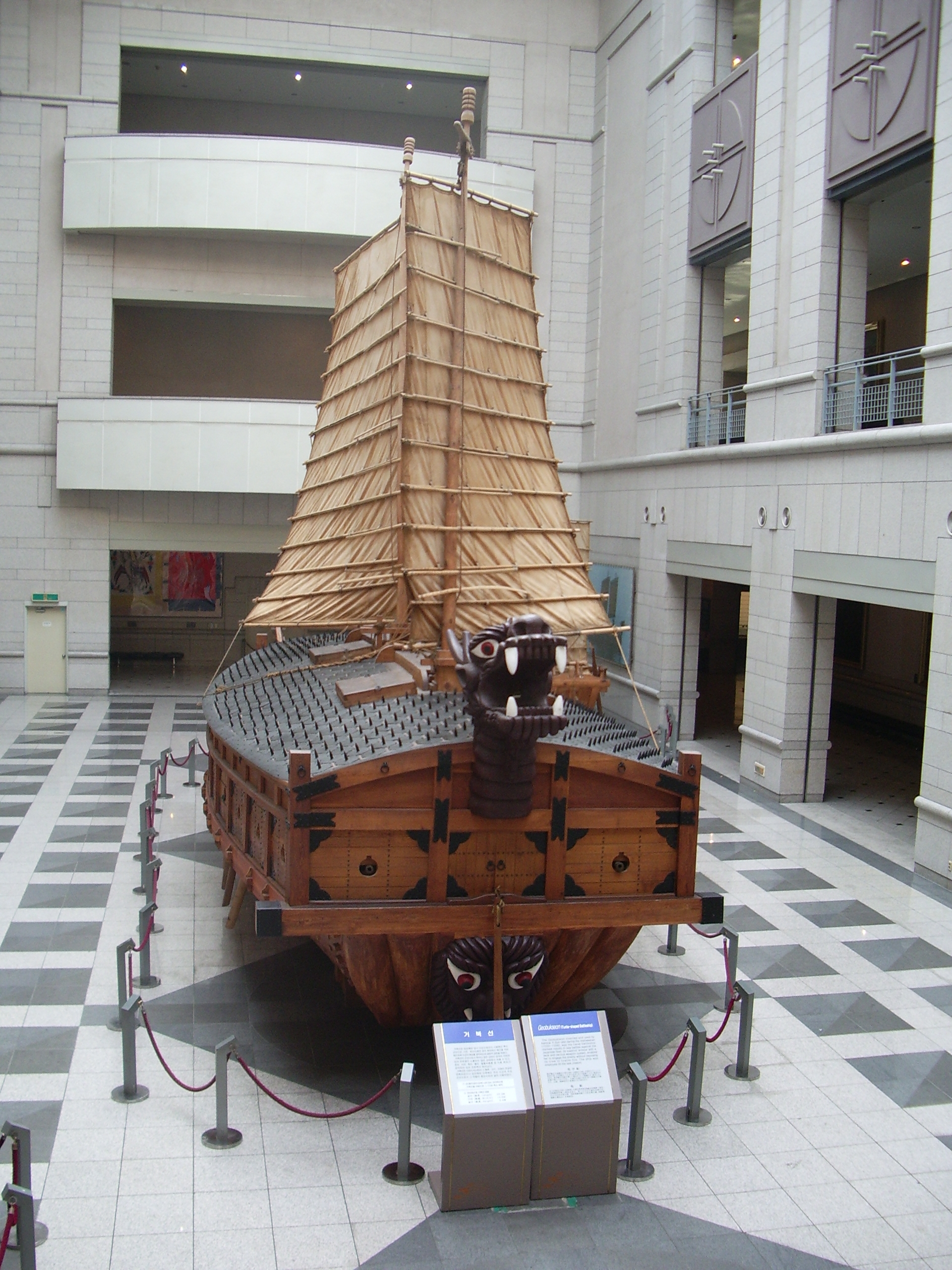
Новітня зброя кінця 16 століття — корейський «корабель-черепаха» кобуксон.

Починаючи від 14 століття корейська королівська династія Чосон перебувала у васальній залежності від китайських імператорів Мін. Ця залежність виражалася у сплаті Кореєю щорічної данини Китаю, за що останній надавав корейським правителям ярлик з титулом короля-вана, дозволяв торгувати у китайських містах та давав гарантію військової допомоги від зовнішніх ворогів. Корею і Китай також поєднували конфуціанське вчення, проголошене в обох країнах державною релігією, та спільна боротьба проти північних кочовиків чжурчженів.
Японсько-корейські відносини 16 століття в основному були зосереджені на торгівлі. З дозволу корейських королів японці мали на південному березі Корейського півострова три концесії. Династія Чосон, яка наслідувала китайську ідеологію зневажати сусідні країни як варварів, розглядала Японію як дикунську країну, що потребувала товарів і культурних надбань Кореї. Японці вивозили з неї бавовну, женьшень і шовк. Також вони активно імпортували буддистські цінності, що їх самі корейці вважали непотребом через прийняття конфуціанства.
Ставлення до японців як до «меншого брата» притупило пильність корейських лідерів перед початком конфлікту. Обидва посольства Тойотомі Хідейосі були сприйняті як недоумкуватий вибрик дикунів. Корейці переважно не володіли інформацією про стан справ у Японії і майже не звертали увагу на наявність в останньої величезної армії, яка потребувала «ворога» після встановлення на островах миру. Пропозиції щодо необхідності підготуватися до японського вторгнення, які були висунуті рядом корейських військовиків, такими як Ю Сонг'ю та Лі І, не були почуті центральною владою. Китайський стандарт, за яким люди армії і флоту розглядалися як люди «другого сорту» у порівнянні з цивільними чиновниками, став причиною катастрофи для корейською династією Чосон на початку війни.

## Сили учасників

### Японія
На кінець 16 століття японське самурайське воїнство становило близько півмільйона чоловік. Його більша частина залишилася без роботи завдяки завершенню епохи «воюючих країн» і об'єднанням Японії. Половина цієї величезної армії взяла участь у корейських кампаніях 1592—1597 років.
Основною зброєю самураїв були спис, лук і стріли. Особливе місце після битви при Наґасіно (1575) зайняла вогнепальна зброя. Японська армія мала у достатній кількості аркебузи та гармати. Обладунок вояка виготовлявся з твердої шкіри чи сталі, і прикривав майже все тіло. На додаток, особиста підготовка воїна-самурая того часу вважалася однією з найкращих у світі.
Японська військова тактика полягала у виснаженні ворога потужною вогневою атакою з рушниць і гармат, а також дощем стріл. Ламання поріділих рядів противника покладалося на списоносців, а добивання відступаючих — на кінноту.
Слабким місцем японців був флот. Морські бої не відігравали важливої ролі в об'єднанні країни. Потужних човнів та досвідчених моряків практично не було. Єдиними надійними флотоводцями могли стати пірати Внутрішнього Японського моря, однак їхня кількість була незначною, а якість суден невисокою. Відчуваючи нестачу кораблів і фахівців з морської справи, Тойотомі Хідейосі прохав португальців надати йому великі галеони і моряків для завоювання Кореї та Китаю. Однак він отримав відмову через те, що заборонив поширювати у Японії християнство декілька років тому. Японцям довелося будувати судна за старими зразками і наймати команди моряків-новачків.

### Корея і Китай
Перед початком війни армія мінського Китаю була взірцем для корейських військ. У 16 столітті вона провела ряд успішних кампаній проти північно-східних племен маньчжурів і чжурчженів. Основною ударною силою китайців були лучники і кіннота. На озброєнні мінських військ були різноманітні середньовічні бомбарди і короткобійні пищалі. Обладунок був переважно шкіряним ламілярної конструкції. Китайці надавали перевагу дистанційному бою і рідко йшли у рукопашну. Атаки китайської армії були дієвими лише за умови чисельної переваги над противником.
Корейська армія, хоча і нагадувала за формою китайську, була менш боєздатною. Її кількість перед початком японських вторгнень не перевищувала 50 тисяч чоловік. Військо мучили внутрішні чвари та інтриги, жертвами яких стало багато талановитих полководців. Поразка у війні з чжурчженями у 1582 році не стала приводом для проведення військової реформи, а навпаки, спричинила репресії в армії. Корейська династія Чосон була практично неготова до війни з Японією.
Хоча корейські наземні війська справляли враження «парадних», цього не можна було сказати про корейський флот. Він був загартований у боях з японськими і китайськими піратами і керувався вмілими полководцями, такими як Лі Сунсін. На озброєнні корейського флоту була також новітня зброя того часу — броньовані «кораблі-черепахи» кобуксони (거북선).

## Перша кампанія 1592—1593 років
Японське вторгнення почалося 23 травня 1592 року (1 року Бунроку). 150-тисячна армія самураїв Тойотомі Хідейосі, поділена на 8 дивізій, під командуванням Укіти Хідеіе злету взяла портові укріплені міста Пусан та Тадеджін. У ряді локальних битв на півдні Корейського півострова японці вщент розбили місцеві війська і сунули на північ, розділивши свої передові війська на три руки. Першою дивізією командував самурай-християнин Конісі Юкінаґа, другою — войовничий буддист Като Кійомаса, а третьою — ще один християнський полководець Курода Наґамаса.
У червні загони Конісі Юкінаґи захопили столицю Хансон (сучасний Сеул). Корейський король Сонджо був змушений тікати до північного Пхеньяну. Однак довідавшись про наближення японських військ до цього міста, він утік на кордон з Китаєм і попрохав у останнього військової допомоги. Між тим перша японська дивізія захопила Пхеньян і зупинила подальший наступ, чекаючи решту військ.
Оскільки корейська столиця впала без ускладнень, японські генерали провели у ній наприкінці червня нараду, на якій вирішили поділити землі півострова на окупаційні зони. Командувач першої дивізії Конісі Юкінаґа отримав провінцію Пхьонандо, командувач другої дивізії Като Кійомаса — Хамгьондо, командувач третьої дивізії Курода Наґамаса — Хванхедо, командувач четвертої дивізії Морі Йосінарі — Кванвондо, командувач п'ятої дивізії Фукусіма Масанорі — Чхунчходо, командувач шостої дивізії Кобаякава Такакаґе — Чолладо, командувач сьомої дивізії Морі Терумото — Кьонсандо, а командувач восьмої дивізії і відповідальний за усю кампанію Укіта Хідеіе — Кьонгідо. За винятком ряду земель Пхьонандо та Чолладо, японцям вдалося підкорити всю Корею, генерал Като Кійомаса навіть зміг перейти корейсько-китайський кордон і атакувати вороже місто Оранкай. Багато корейських чиновників переметнулися на бік завойовників і увійшли до адміністрації окупованих територій.
Попри успіхи японських військ на суходолі, їхні морські сили були не на висоті. У травневій битві при Сачон, корейська флотилія під командуванням адмірала Лі Сунсіна вперше застосувала нову зброю — броньовані «кораблі-черепахи», які, не зазнаючи пошкоджень від вогню, розбили флот чисельнішого противника. У червні корейські судна нанесли поразки ще декільком з'єднанням японців на морі. У вирішальній битві біля острова Хансан, яка сталася 14 серпня 1592 року між японським флотом під командуванням Вакідзакі Ясухару та корейським під командуванням Лі Сунсіна, корейці здобули перемогу і захопили ініціативу на морі. Комунікації японців та поставки провізії з Японських островів були перервані.
Між тим в тилу у завойовників розпочався партизанський рух, який очолили корейські аристократи та буддистські монахи. Причиною його виникнення стали перемоги корейського флоту. Партизанська «армія справедливості» зупинила наступ японських військ у провінції Чолладо та збунтувала ряд північних повітів півострова. Японцям не була відома форма партизанської боротьби, і вони не знали як цьому явищу протидіяти.
Наприкінці серпня 1592 року на допомогу корейській васальній стороні у війну вступила китайська армія династії Мін числом у 150 тисяч воїнів під командуванням Лі Жусуна. У вересні китайці атакували Пхеньян, однак були відбиті самураями Конісі Юкінаґи. Лютневий штурм 1593 року, під час якого китайські війська використали усю китайську артилерію, змусив японців відступити на південь. Наступ китайської армії був зупинений поблизу сучасного Сеула у битві при Пьокчегван, у якій японці заманили велике вороже військо у засідку і знищили половину живої сили противника шквальним вогнем з аркебуз.
Починаючи з березня 1593 року активні дії з обох сторін припинилися. Корейський півострів фактично опинився поділеним на дві частини: північну з центром у Пхеньяні контролювали війська Китаю і Кореї, а південну з центром у Хансоні — японські війська. Між китайським і японським командуванням розпочалися сепаратні мирні переговори щодо розв'язання конфлікту. Час працював проти самураїв, оскільки партизанський рух розростався, провізія з Японії не поступала, а корейська армія почала реорганізацію.

## Мирні переговори
Переговорний процес тривав з 1593 по 1596 рік. Корея була фактично позбавлена участі в ньому. Японські і китайські генерали, для яких війна на чужій землі ніякої вигоди не несла, погодилися перехитрити своїх правителів і укласти за їхніми спинами мир. Тойотомі Хідейосі отримав повідомлення, що китайська армія капітулювала, а мінський імператор був поінформований про тотальну поразку японських військ.
Серед умов миру, які висунув Хідейосі, були передача Японії південної частини Корейського півострова, видача заміж за японського імператора доньки китайського монарха, відновлення торгівлі та прибуття посольства капітулянтів до його власної ставки. Зі свого боку мінський імператор вимагав від японців завірення у покірності і визнання васальної залежності від Китаю.
Отримавши від обох правителів вимоги миру, японські генерали склали фальшиву «капітуляційну грамоту Хідейосі», яку відправили китайському імператору. У ній зазначалося, що війна в Кореї почалася лише через те, що Хідейосі «прагнув відновити торгівлю засновану на визнанні сюзеренітету Китаю». Таким чином, японські посли передавали лише одну вимогу свого володаря у спотвореному вигляді. У свою чергу, китайський імператор, який із задоволенням отримав доказ капітуляції «диких японців», видав ярлик «короля Японії» на ім'я Тойотомі Хідейосі, але торгувати не дозволив. Своє повеління він відправив посольством до Японії.
У жовтні 1596 року посли китайської династії Мін прибули до резиденції Тойотомі Хідейосі. На початку він лагідно обходився з ними, однак коли посланці зачитали текст грамоти свого імператора і Хідейосі прозрів, дізнавшись справжню мету їхнього приїзду, він страшенно розлютився. Організатори переговорів були відлупцьовані ним особисто. Посли були страшенно налякані, так що стрімголов повтікали на батьківщину. Ображений Хідейосі вирішив «провчити китайців-зухвальців» і віддав розпорядження про початок нового походу.

## Друга кампанія 1597—1598 років
У березні 1597 року (2 року Кейтьо) японські війська вдруге вторглися до Корейського півострова. Цього разу їхня чисельність становила 140-тисяч чоловік. Першу велику перемогу здобули японські морські сили у битві при Чільчонрян 28 серпня 1597 року. Основна корейська флотилія була знищена, а її новий адмірал Вон Гюн, який обманом змістив талановитого Лі Сунсіна, загинув у баталії. Проте це була єдина і остання перемога японців на морі.
У вересні японські генерали розділили своє військо на дві частини із захопили південні провінції Чолладо і Кьонсандо. Проте їх наступ на столицю спинили китайський 50-тисячний контингент і 100-тисячна реорганізована корейська армія. У жовтні 1597 року корейський флот, який оправився після серпневої поразки і повернув собі Лі Сунсіна, розбив у черговий раз японські кораблі і повернув собі контроль у прибережних водах.
Під тиском ворога зі суходолу й моря, японці були змушені відступити до південного берега півострова. Самураї втратили наступальну ініціативу у війні і перейшли до оборони. Вони створили мережу прибережних замків, збудованих у японському стилі, і з малими втратами відбивали наступи китайсько-корейських військ. Особливо відзначилися війська Сімадзу Йосіхіро, які у битві при Сачон у жовтні 1598 року відбили наступ 54 тисяч китайських і корейських солдатів, маючи при цьому лише 8 тисяч власних вояків.
У жовтні до японських військ у Кореї надійшло повідомлення про смерть їхнього правителя Тойотомі Хідейосі. Рада п'яти старійшин, яка відтепер контролювала Японію наказала своїм військам евакуюватися з півострова. Японські генерали спробували домовитися з противником про безкровний відступ, але китайці та корейці були налаштовані на війну до переможного кінця. Японцям довелося прориватися на батьківщину з боєм.
В останній битві в бухті Норянг, яка сталася 16 грудня 1598 року, об'єднані китайсько-корейські флоти під командуванням Лі Сунсіна спробували завадити евакуації японських військ. Самураї та їхні кораблі зазнали великих втрат. Однак вони змогли відступити додому, поховавши у морських водах найзапеклішого ворога і винуватця усіх бід японського флоту на морі — адмірала Лі Сунсіна. Битва закінчилася перемогою китайсько-корейської сторони, проте японці змогли вивести усі свої сили з півострова і виконати поставлене перед ними тактичне завдання. Війна у Кореї закінчилася.

## Нормалізація відносин
Питання миру лягло на плечі фактичного наступника Тойотомі Хідейосі — сьоґуна Токуґави Іеясу. Він доручив цю справу роду Со, володарю острова Цусіма. Останній зміг зіграти на корейському сприйнятті японців як «варварів» і пояснив причини війни недорозвинутістю власного народу і його культури. Со домовився про регулярні «культрегерські» місії корейських митців до Японії і відновлення торгівлі. Корейці, відчуваючи себе переможцями над японською армією і японською культурою, погодилися на ці умови.
Мир із династією Чосон було укладено у 1607 році. Відтоді впродовж 250 років корейські місії відвідували Японські острови близько 27 разів. Для корейської сторони це були «культрегерські мирні рейди», які засвідчували матеріальну і духовну вищість корейців над японськими сусідами. Але японський сьоґунат використовував ці місії для зміцнення власного авторитету, демонструючи населенню те, що влада сьоґунів сягає навіть Кореї, жителі якої прибувають вклонитися їм.
З Китайською династією Мін нормалізації відносин не відбулося. Вона була знищена новою династією Цін, яка не мала офіційних контактів з Японією, але торгувала з нею.

## Наслідки

### Корея
Хоча корейці вийшли переможцями з війни, бойові дії нанесли найбільшу шкоду саме їхній землі. Населення скоротилося на половину. Завдяки китайській практиці насильного відбирання продовольства у місцевих жителів (до чого не вдавалися японці) Корею спіткав великий голод, який забрав близько 20 тисяч життів. Стародавні храми, палаци, книги та багато інших культурних надбань були втрачені.
Війна також залишила відбиток на свідомості корейців. Японці відтепер сприймалися не лише як «варвари», а як потенційні агресори. Японським купцям дозволялося торгувати лише у їхній факторії в Пусані. Японські посольства не пускали до столиці. Таке ставлення до Японії ще дужче укорінилося в Кореї після її анексії у 1910 році. Цей негативний образ японців зберігається навіть по-сьогодні.
На противагу цьому, у середовищі корейських правлячих кіл закріпився імідж «китайців-визволителів і братів». Він вплинув на подальшу політику династії Чосон, яка посилила курс на васалізацію власної країни від Китаю. Ця потужна прокитайська політична група ратувала за посилення зв'язків із цінськім Китаєм у 18-19 століттях, а у 20 столітті змогла збудувати за допомоги останнього власну державу — Корейську Народну Демократичну Республіку.

### Японія
Вторгнення у Корею японцям майже нічого не принесли, окрім великих людських і матеріальних втрат. Конфлікт із сусідами лише послабив рід Тойотомі Хідейосі, місце якого як правителя країни посів Токуґава Іеясу. Останній зміг уникнути мобілізації та накопичити сили для захоплення влади у країні. Саме рід Токуґави став засновником сьоґунату, який правив Японією понад 250 років.
Серед позитивних наслідків війни називають вивезення японцями полонених конфуціанців і гончарних майстрів з Кореї, які справили вплив на розвиток японської філософської думки («бусідо») та прикладних мистецтв, зокрема японської порцеляни та її розпису.
До негативних можна віднести вищезгаданий імідж «японця-агресора», який не полишає східно-азійську спільноту й до сьогодні.

### Мінський Китай
Корейська кампанія китайців стала їхньою останньою успішною зовнішньополітичною операцією. З початком 17 століття виснажені походами фінанси країни спричинили занепад економіки, який, у свою чергу, негативно вплинув на боєздатність армії. Слабкістю Китаю скористалися його північні вороги — кочовики маньчжури, які у 1644 році знищили Мін та заснували нову династію Цін. Відтоді впродовж 300 років Китай перебував під іноземним поневоленням.